# De kleppende klipper
De kleppende klipper is het vijfendertigste stripverhaal uit de reeks van Suske en Wiske. Het is geschreven door Willy Vandersteen en gepubliceerd in De Standaard en Het Nieuwsblad van 11 februari 1955 tot en met 27 juni 1955. 
De eerste albumuitgave, destijds in de Vlaamse ongekleurde reeks met nummer 24, was op 25 juli 1955. In 1969 verscheen het verhaal in geheel hertekende vorm in de Vierkleurenreeks, met albumnummer 95. In 1996 verscheen De kleppende klipper in de reeks Suske en Wiske Klassiek, nu weer met de oorspronkelijke kaft en tekeningen.

## Locaties
- België, Kreukel Eiland

## Personages
- Suske, Wiske, tante Sidonia, Lambik, Jerom, professor Barabas, agent 17, Knul (de nieuwe buurjongen), mijnheer Dinges, vliegende brigade, bemanning schip, piraten, dokter Van Buizegem, gouverneur van Tonrond en zijn mannen, jeugd, koetsier, de ouders van Knul, kolonisten, man, ober, wacht

## Uitvindingen
- De teletijdmachine / ruimtetelevisiepost

## Het verhaal

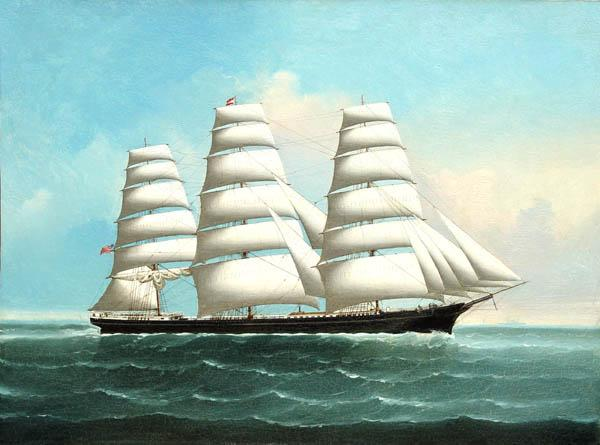
19e-eeuws schilderij van een klipper zoals in dit verhaal

Lambik is niet bij de tv weg te krijgen en de vrienden komen dan maar naar zijn huis. Er zijn plotseling vage beelden te zien van een zeventiende-eeuwse klipper met een kleppende klok, een piratenvlag en het geraamte van Jerom. Lambik belt met de NIR en mijnheer Dinges vertelt dat ze de beelden niet kunnen verklaren. Jerom is bij professor Barabas en die reageert erg vreemd als Lambik hem belt, Jerom is niet bij de professor. Het zoontje van de nieuwe buren staat buiten en biedt Suske een sigaret aan, maar Suske weigert deze. Knul heeft gezien dat Jerom bij het huis van de vrienden is, en een agent zoekt hem en wil weten hoe zijn röntgenfoto’s op tv zijn beland. Jerom wordt in een auto getrokken Suske en Wiske gaan met de brommer op zoek, Knul wil niet helpen en maakt tante Sidonia belachelijk. Hij werpt Suske op de grond met een judogreep, Lambik rijdt Knul dan per ongeluk aan en de jongen wil geld. Lambik kan de jongen overbluffen en ze gaan op zoek naar Jerom. De vliegende brigade heeft de fabriekswijk omsingeld, de grijze wagen is bij de spoorbrug gezien. De wagen blijkt leeg te zijn en Lambik herkent de overgeschilderde wagen van professor Barabas.
De vrienden zien rook en ontdekken dat professor Barabas en Jerom papieren verbranden. De professor heeft de teletijdmachine omgebouwd tot ruimtetelevisiepost. De beelden uit het verleden kwamen per ongeluk via het lichaam van Jerom terecht in de zendtoren van de Vlaamse televisie. De professor werkt in opdracht van de regering, het is een staatsgeheim en daarom deed hij zo geheimzinnig. Knul heeft alles gehoord en hij flitst zichzelf per ongeluk naar het verleden, hij komt in zee terecht en wordt door een schip opgepikt. De vrienden weten niet naar welk jaar Knul is gegaan, maar Lambik ziet op fregat “Het Zeepaard” 1717 staan. Professor Barabas wil Knul terugflitsen, maar de vrienden worden dan in de cabine gezogen. Het schip pikt hen ook op, en de bemanning vraagt zich af of deze mensen ook zullen beweren uit 1955 te komen. Ze worden bij Knul opgesloten en ze horen dat de kolonisten van Kreukel Eiland geëvacueerd moeten worden, zij zullen als gekken worden uitgeleverd aan de Spaanse gouverneur. Piraten vallen aan en de bemanning vlucht met Knul, Suske, Wiske en tante Sidonia. Jerom verslaat de piraten en Lambik en de kapitein vechten mee. Dan valt de Kleppende Klipper aan, maar het schip kan ontkomen. De manschappen zijn erg bang voor het schip en de vrienden zullen alleen met de boot verdergaan om de kolonisten op te pikken.
Dokter van Buizegem gaat met Lambik naar een herberg en vertelt dat ze een fort bouwden om tegen de zeerovers bescherming te bieden. Gouverneur Vallonrond en zijn soldaten betrokken het fort en er werd een diamantmijn gevonden op het eiland. Elk schip dat met diamanten wil vertrekken, wordt aangevallen en de Kleppende Klipper bedreigt het hele eiland. De gouverneur vertelt dat hij met zijn soldaten op het fort zal blijven, Lambik zal onder begeleiding met het laatste slagschip en de jeugd vertrekken. Op weg terug wordt Lambik gewaarschuwd niet uit te varen. Ze varen 's nachts toch stiekem uit, maar er wordt een vuurpijl afgeschoten vanaf het eiland. Suske en Wiske willen de kinderen vermaken, maar Knul wil niet helpen. De Drietand wordt aangevallen door het spookschip, dat dwars door een rotseiland vaart. De Drietand wordt geraakt en de bemanning gaat in sloepen terug naar de kust. Suske en Wiske vragen zich af waarom de bemanning niet bij hen aan boord is gekomen. Ze komen op het spookschip en zien dat de Drietand stukgeschoten wordt, bij het eerste salvo liep het schip echter helemaal geen schade op. Jerom schiet, maar wordt steeds lastiggevallen door een peuter en Lambik laat zich dan verzorgen door de jeugd om hen af te leiden. Het lukt Lambik om de Klipper te raken en ze minderen vaart omdat de zeilen stuk zijn. Als Knul even moet oppassen, leert hij de kinderen zingen. Ze willen Suske en Wiske vervolgens niet meer helpen. Lambik vertelt dat volwassenen ook gaan swingen en de kinderen willen weer helpen. 
Lambik lokt de klipper naar het eiland, zodat het fort het schip kan beschieten. Het zeepaard wordt door een storm vernield en ze varen weer in. Lambik en tante Sidonia worden naar het fort gebracht, de gouverneur vertelt dat de klipper is gezonken. Er wordt een fles gevonden met een boodschap dat de klipper na zeven dagen weer terug zal zijn. Het Zeepaard wordt hersteld en Suske wil het goedmaken met Knul, maar die begint ruzie te maken. Wiske ontdekt dat er rubberen kogels op het strand liggen en ze wil de gouverneur waarschuwen. Suske en Wiske worden door een koets opgehaald, maar ze worden in zee gegooid door de koetsier. Op het fort wordt beslist dat de gehele bevolking binnen zeven dagen naar Europa terug moet keren. Knul gaat met Jerom naar het fort, maar ook hun koets wordt gesaboteerd en ze lopen verder. 
Tante Sidonia en Lambik horen dat Suske, Wiske, Jerom en Knul verongelukt zijn en gaan naar het schip. Jerom en Knul komen dan aan, maar Jerom krijgt een slaapmiddel. De gouverneur wil de diamantmijn voor zichzelf. Suske en Wiske drijven met de koets in zee en zien hoe een rots open splijt, het is de geheime bergplaats van de klipper. Tante Sidonia en Lambik zien een rots bewegen in zee en de klipper verschijnt, ze moeten nu opeens vier ongewapende schepen beschermen tegen het spookschip. Na het eerste salvo keert de klipper en vaart weg, Suske en Wiske springen van boord en zwemmen naar hun vrienden. Ze vinden een briefje van Knul in een fles en gaan terug naar het fort.
Knul zorgt ervoor dat Jerom zijn portie met slaapmiddel niet binnen krijgt en moet dan seinen naar zijn vrienden. De gouverneur wil dat Knul zegt dat alles goed is, maar de jongen springt dan van de muur. Jerom is wakker geworden en kan Knul nog net vangen, hij is trots op de jongen. Het zeepaard wordt weer beschoten door de klipper en de vrienden gaan met een ballon naar het fort. Ze redden Knul en Jerom breekt het fort af. De klipper wordt tegen de rotsen geworpen. De kolonisten komen terug en de kinderen hebben de gouverneur overmeesterd. De vrienden willen het geheim van de klipper onderzoeken, maar juist op dat moment worden ze door professor Barabas terug naar hun eigen tijd geflitst. 
Lambik heeft de hoed van de gouverneur meegenomen en daar blijkt een plattegrond van de klipper in te zitten. Zo wordt het geheim toch nog ontsluierd. De ouders van Knul zijn Jerom dankbaar dat hij een echte man van hun zoon heeft gemaakt.

## Achtergronden bij het verhaal
- De tv-uitzending waar Suske, Wiske en co in het begin van het verhaal naar kijken heet "Bazar van de jungle", een woordspeling op "Ramar of the Jungle", een avonturenserie uit 1952-1953. In het oorspronkelijke prentje was de omroepster een karikatuur van Paula Semer. In de kleurenversie is ze vervangen door Niki Bovendaerde.[2]
- Bij de heruitgave in de Vierkleurenreeks werd De kleppende klipper behalve ingekleurd ook geheel hertekend. Andere als eerste in de Vlaamse ongekleurde reeks verschenen verhalen waarmee dit is gebeurd zijn Het eiland Amoras, De koning drinkt, De witte uil en De vliegende aap. In andere verhalen zijn vaak alleen sommige personages (zoals Jerom) hertekend.
- Vanaf dit verhaal zou er in de titels met grote regelmaat gebruik gemaakt worden van alliteratie. Dit begon enkele verhalen later opnieuw met De snorrende snor en is sindsdien altijd een vast element in de serie gebleven.

## Verfilming
Het verhaal wordt verfilmd in de reeks 3D-verfilmingen van Suske en Wiske. Het zou de tweede in de reeks zijn en de eerste die effectief in 3D gefilmd zou worden.